# Janne Lindberg
Janne Lindberg (Kuusankoski, 24 mei 1966) is een voormalig profvoetballer uit Finland, die speelde als centrale middenvelder gedurende zijn carrière. Hij beëindigde zijn actieve loopbaan in 2003 bij de Finse club MyPa-47 Anjalankoski. Behalve in zijn vaderland speelde hij verder clubvoetbal in Duitsland en Schotland. Na zijn actieve loopbaan stapte hij het trainersvak in.

## Interlandcarrière
Lindberg kwam in totaal 34 keer (één doelpunt) uit voor de nationale ploeg van Finland in de periode 1993–1996. Onder leiding van bondscoach Tommy Lindholm maakte hij zijn debuut op 20 februari 1993 in de vriendschappelijke thuiswedstrijd tegen Estland (0-0) in Vantaa. Bij zijn laatste drie optredens voor de nationale ploeg droeg hij de aanvoerdersband.

## Erelijst
MyPa-47 Anjalankoski
- Suomen Cup

1992